# مات كاتس
مات كاتس (بالإنجليزية: Matt Cutts)‏ مدير قسم جودة البحث وwebspam في شركة جوجل، والمسؤول عن تحسين نتائج البحث SEO وحل مشاكلها، وله شهرة واسعة عند جميع المتعاملين والمختصين في مجال تحسين نتائج البحث لما يقدمه من نصائح ونقاط حول تحسين نتائج البحث في محرك البحث Google عبر قناة جوجل الرسمية في يوتيوب أو موقع جوجل لاصحاب المواقع أو من خلاله مدونته الشهيرة.

## حياته
هو أمريكي الجنسية ومن مواليد عام 1966 في ولاية كاليفورنيا ومتزوج.، حاصل على درجة البكالريوس والماجستير في الرياضيات وعلوم الكمبيوتر من جامعة كنتاكي. وانتقل لكي يتخصص في مجال الجرافيك والرسوميات وقام بتحضير رسالة الدكتوراة في جامعة نورث كارولينا ولكنه توقف فيها بعد التحاقه بشركة جوجل.

## حياته المهنية
التحق مات كاتس للعمل في شركة جوجل في يناير عام 2000 م وعمل في قسم هندسة الاعلانات والبحث الأمن. وقام بإنتاج الإصدار الأول من البحث الأمن في جوجل. واكتسب لقب «رجل الفطيرة المكافح للاباحية» وذلك لانه كان يعطي أي موظف في جوجل فطيرة من صنع زوجته لاي موظف يساعده في العثور علي امثلة للمواقع الاباحية غير مرغوب فيها في نتائج البحث لكي يتم ازالتها.
كاتس كان مساعدا في فريق علماء جوجل الذين حصلوا علي براءة اختراع في مجال البحث الأمن والوقاية من المواقع الزعجة. وكان هو من اقترح باستخدام البيانات التاريخية لتحديد المواقع المزعجة، في آب / أغسطس 2006، اعترف كاتس باستخدام شخصية GoogleGuy في عدة مواقع على شبكة الإنترنت، على الرغم من كاتس قال في وقت لاحق ان هذه المعلومة تم استنتاجها بشكل غير صريح من حوار قديم له.

### استقالة مات كاتس رسميا من شركة جوجل
مات كاتس استقال رسميا من جوجل في 31 ديسمبر 2016 ليعمل في USDS وهي منظمة حكومية، يعمل مات كاتس على حل مشاكل كبيرة داخل الحكومة، بدلا من مشاكل جوجل. كل أعماله السابقة أثرت في مئات الآلاف، إن لم يكن الملايين من الناس. هناك بعض القضايا الخطيرة داخل الحكومة تخص البيانات والانظمة وهو يعمل على اصلاحها.

## وصلات خارجية
- مجموعة فيدوهاته علي يوتيوب
- حسابه علي ماي سبيس